# Dendrohyrax interfluvialis
Dendrohyrax interfluvialis is een zoogdier uit de familie van de klipdassen (Procaviidae). De wetenschappelijke naam van de soort werd voor het eerst geldig gepubliceerd door Oates et al. in 2021.

## Taxonomie
De soort werd pas in 2021 beschreven na het bestuderen van populaties die tot dan tot de westelijke boomklipdas (Dendrohyrax dorsalis) gerekend werden. Op basis van akoestische, morfologische en genetische gegevens bleek de soort te verschillen van de voorgenoemde soort.

## Voorkomen
De soort komt voor in het westen van Afrika, tussen de rivieren de Niger en Volta, in Benin, Ghana, Nigeria en Togo.